# Ángulo de Weinberg

El patrón de isospin débil,, e hipercarga débil,, de las partículas elementales conocidas, mostrando la carga eléctrico,, a lo largo del ángulo de Weinberg. El campo de Higgs neutro (círculo) rompe la simetría electrodébi e interacciona con otras partículas para darles masa. Tres componentes del campo de Higgs pasan a ser componentes de los bosones masivos W y Z.

El ángulo de Weinberg o ángulo de mezcla débil es un parámetro en la teoría de Weinberg–Salam de las interacciones electrodébiles, parte del modelo estándar de la física de partículas, y se denota normalmente como {\displaystyle \theta _{W}}.  Es el ángulo en el que la ruptura de simetría espontánea rota el plano original de los bosones vectoriales {\displaystyle W^{0}} y {\displaystyle B^{0}}, produciendo como resultado bosón {\displaystyle Z^{0}}, y el fotón.
{\displaystyle {\begin{pmatrix}\gamma \\Z^{0}\end{pmatrix}}={\begin{pmatrix}\cos \theta _{W}&\sin \theta _{W}\\-\sin \theta _{W}&\cos \theta _{W}\end{pmatrix}}{\begin{pmatrix}B^{0}\\W^{0}\end{pmatrix}}}
También proporciona la relación entre las masas de los bosones W y Z (denotadas como {\displaystyle m_{W}} y {\displaystyle m_{Z}}):
{\displaystyle m_{Z}={\frac {m_{W}}{\cos \theta _{W}}}}
El ángulo se puede expresar en términos de las constantes de acoplamiento de los grupos gauge {\displaystyle SU(2)_{L}} y {\displaystyle U(1)_{Y}} ({\displaystyle g} y {\displaystyle g'}, respectivamente):
{\displaystyle \cos \theta _{W}={\frac {g}{\sqrt {g^{2}+g'^{2}}}}}  y  {\displaystyle \sin \theta _{W}={\frac {g'}{\sqrt {g^{2}+g'^{2}}}}}
Como el valor del ángulo de mezcla actualmente se determina empíricamente, su definición se establece como:
{\displaystyle \cos \theta _{W}={\frac {m_{W}}{m_{Z}}}}
El valor de {\displaystyle \theta _{W}} varía en función de la escala de energía (determinada por la transferencia de momento, {\displaystyle Q}) en que está medido. Esta variación, o 'running', es una predicción clave del modelo electrodébil. Las medidas más precisas han sido llevadas a cabo en colisionadores electrón-positron en un valor de {\displaystyle Q} = 91.2 GeV/c, correspondiendo a la masa del bosón Z, {\displaystyle m_{Z}}.
En la práctica, la cantidad más usada es {\displaystyle \sin ^{2}\theta _{W}}. La mejor estimación de 2004 {\displaystyle \sin ^{2}\theta _{W}}, en {\displaystyle Q} = 91.2 GeV/c, en el esquema {\displaystyle {\overline {\mathrm {MS} }}} es 0.23120 ± 0.00015.  Experimentos de violación de la paridad atómicos proporcionan un valor de {\displaystyle \sin ^{2}\theta _{W}} en valores más pequeños de {\displaystyle Q}, a menos de 0.01 GeV/c, pero con mucha precisión más baja. En 2005 se publicó un estudio de violación de la paridad en scattering de Møller que obtuvo {\displaystyle \sin ^{2}\theta _{W}} = 0.2397 ± 0.0013 en {\displaystyle Q} = 0.16 GeV/c, estableciendo experimentalmente el 'running' del ángulo de mezcla débil. LHCb Midió en {\displaystyle Q} = 7 y 8 TeV un ángulo eficaz de {\displaystyle \sin ^{2}\theta _{W}^{\mathrm {eff} }} = 0.23142. El valor recomendado actualmente (2015) es {\displaystyle \sin ^{2}\theta _{W}} = 0.2223(21) (en este caso, en el esquema on-shell). Estos valores corresponden a un ángulo de Weinberg de ~30°. 
Notar, sin embargo, que el valor concreto del ángulo no es una predicción del modelo estándar:  es un parámetro libre, sin fijar. Actualmente no hay ninguna teoría generalmente aceptada que explique el valor medido.